# Goodbye (Echosmith)
Goodbye è un singolo del gruppo musicale statunitense Echosmith, il primo estratto dal loro terzo EP Inside a Dream e pubblicato il 14 luglio 2017.

## Tracce
1. Goodbye – 3:29